# Ruununsaari (ö i Norra Karelen, Joensuu)
Ruununsaari är en ö i Finland. Den ligger i sjön Valkiajärvi och i kommunen Ilomants i den ekonomiska regionen  Joensuu ekonomiska region  och landskapet Norra Karelen, i den sydöstra delen av landet, 400 km nordost om huvudstaden Helsingfors. Öns area är 48,1 hektar och dess största längd är 1,5 kilometer i sydöst-nordvästlig riktning.